# Ангела Керек
Ангела Керек (нім. Angela Kerek; нар. 25 січня 1972) — колишня німецька тенісистка.
Найвищу одиночну позицію світового рейтингу — 149 місце досягла 23 березня 1992, парну — 147 місце — 29 квітня 1996 року.
Здобула 1 одиночний та 1 парний титул туру ITF.

## Фінали ITF
| турніри $50,000 |
| турніри $25,000 |
| турніри $10,000 |

### Одиночний розряд (1–2)
| Результат | Ранг | Дата           | Місце                        | Покриття  | Суперниця        | Рахунок       |
| --------- | ---- | -------------- | ---------------------------- | --------- | ---------------- | ------------- |
| Поразка   | 1.   | 27 лютого 1989 | Яффа, Ізраїль                | Тверде    | Яел Сегал        | 2–6, 1–6      |
| Перемога  | 1.   | 1 серпня 1994  | Мюнхен, Німеччина            | Ґрунт     | Нанні де Вільєрс | 7–6(5), 6–3   |
| Поразка   | 2.   | 27 лютого 1995 | Саутгемптон, Велика Британія | Килим (i) | Домінік Монамі   | 6–0, 4–6, 3–6 |

### Парний розряд (1–4)
| Результат | Ранг | Дата              | Місце                     | Покриття  | Партнерка        | Суперниці                           | Рахунок          |
| --------- | ---- | ----------------- | ------------------------- | --------- | ---------------- | ----------------------------------- | ---------------- |
| Поразка   | 1.   | 30 листопада 1992 | Гавр, Франція             | Ґрунт (i) | Забіне Ломанн    | Іріна Спирля Руксандра Драгомір     | 3–6, 6–7         |
| Поразка   | 2.   | 14 червня 1993    | Бриндізі, Італія          | Ґрунт     | Іріна Спирля     | Лара Біттер Петра Камстра           | 5–7, 6–4, 2–6    |
| Поразка   | 3.   | 29 листопада 1993 | Рамат-га-Шарон, Ізраїль   | Тверде    | Ольга Лугіна     | Наталія Єгорова Світлана Пархоменко | 2–6, 3–6         |
| Поразка   | 4.   | 24 липня 1994     | Реда-Віденбрюк, Німеччина | Ґрунт     | Кірстін Фрає     | Седа Норландер Аннемарі Міккерс     | 3–6, 2–6         |
| Перемога  | 1.   | 1 жовтня 1995     | Бухарест, Румунія         | Ґрунт     | Мая Живець-Шкуль | Дора Джилянова Павліна Нола         | 6–2, 6–7(5), 6–3 |